# Ogün Temizkanoğlu
Ogün Temizkanoğlu (Hamm, 1969. október 6. –), török válogatott labdarúgó.
A török válogatott tagjaként részt vett az 1996-os és a 2000-es Európa-bajnokságon.

## Sikerei, díjai
Fenerbahçe
- Török bajnok (1):2000–01

Trabzonspor
- Török kupagyőztes (2): 1991–92, 1994–95
- Török szuperkupagyőztes (1): 1995